# Pidie (regentschap)
Pidie is een regentschap in de provincie Atjeh op Sumatra, Indonesië. Het regentschap heeft 379.108 inwoners (2010) en heeft een oppervlakte van 3.184 km². De hoofdstad van Pidie is Sigli.

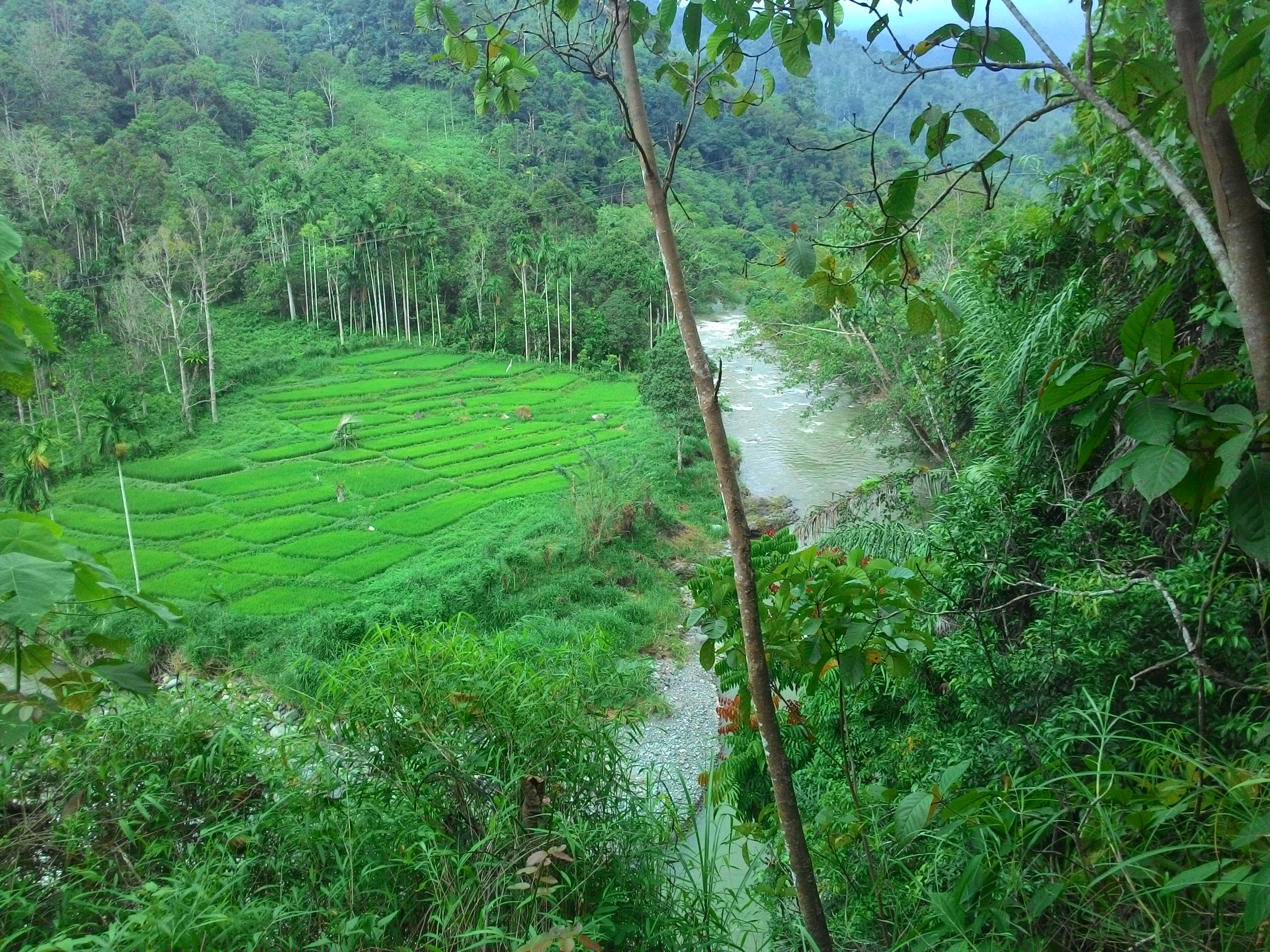
Rijstveld in Tangse, Pidie, Aceh, Indonesië

## Onderdistricten
Bij de volkstelling van 2010 werd het regentschap verdeeld in 23 onderdistricten (de kecamatan). In deze onderdistricten liggen 730 plaatsen/desa's die een administratieve eenheid zijn.
Pidie kent de volgende onderdistricten (kecamatan): 
- Batee
- Delima
- Geumpang
- Glumpang Baro
- Glumpang Tiga
- Grong Grong
- Indrajaya
- Keumala
- Kembang Tanjong
- Kota Sigli
- Mane (Pidie)
- Mila
- Muara Tiga
- Mutiara
- Mutiara Timur
- Padang Tiji
- Peukan Baro
- Pidie
- Sakti
- Simpang Tiga
- Tangse
- Tiro
- Titeue

## Geboren
- Teuku Muhammad Hasan (1906-1997), eerste gouverneur van Sumatra

Batee · Delima · Geumpang · Glumpang Baro · Glumpang Tiga · Grong Grong · Indrajaya · Keumala · Kembang Tanjong · Kota Sigli · Mane (Pidie) · Mila · Muara Tiga · Mutiara · Mutiara Timur · Padang Tiji · Peukan Baro · Pidie (onderdistrict) · Sakti · Simpang Tiga · Tangse · Tiro · Titeue
Stadsgemeenten: Banda Atjeh · Langsa · Lhokseumawe · Sabang · Subulussalam

Regentschappen: West-Atjeh · Zuidwest-Atjeh · Aceh Besar · Aceh Jaya · Zuid-Atjeh · Aceh Singkil · Aceh Tamiang · Aceh Tengah · Aceh Tenggara · Aceh Timur · Noord-Atjeh · Bener Meriah · Bireuen · Gayo Lues · Nayan Raya · Pidie · Pidie Jaya · Simeulue